# Thomas-Pierre-Joseph Taschereau
Pour les autres membres de la famille, voir Famille Taschereau.
Thomas-Pierre-Joseph Taschereau, né le 19 avril 1775 et mort le 8 octobre 1826 à Québec, est un militaire et homme politique canadien.

## Biographie
Il est le fils du seigneur Gabriel-Elzéar Taschereau et de Marie-Louise-Élizabeth Bazin. Il étudie au Petit Séminaire de Québec de 1784 à 1792. Le 29 janvier 1805, il épouse Françoise Boucher de La Bruère de Montarville.
Il rejoint ensuite l'Armée britannique et devient lieutenant à Niagara en 1797. Il est démobilisé en 1802 puis retourne dans la seigneurie familiale où il met sur pied une distillerie avec son frère Jean-Thomas Taschereau. Lors de la guerre anglo-américaine de 1812, il sert comme lieutenant-colonel dans la milice.
Le 28 janvier 1818, il est nommé membre du Conseil législatif du Bas-Canada. Il est nommé juge à la Cour des commissaires de Sainte-Marie-de-la-Nouvelle-Beauce en 1821 et grand voyer du district de Québec en 1823. 
Il décède en fonction à Québec à l'âge de 51 ans et 5 mois. Il est inhumé dans l'église de Sainte-Marie le 12 octobre 1826.